# Okręg Olten
Olten (niem. Bezirk Olten) – okręg w Szwajcarii, w kantonie Solura, w jednostce administracyjnej (Amtei) Olten-Gösgen. Siedziba okręgu znajduje się w miejscowości Olten.  
Okręg składa się z 15 gmin (Gemeinde) o powierzchni 80,57 km² i o liczbie mieszkańców 56 532.

## Gminy
1. Boningen
2. Däniken
3. Dulliken
4. Eppenberg-Wöschnau
5. Fulenbach, Gretzenbach
6. Gretzenbach
7. Gunzgen
8. Hägendorf
9. Kappel
10. Olten
11. Rickenbach
12. Schönenwerd
13. Starrkirch-Wil
14. Walterswil
15. Wangen bei Olten